# Championnats du monde Xterra 2014
Navigation
Édition précédente Édition suivante
Les championnats du monde Xterra 2014, organisé par la Team Unlimited depuis 1986, se sont déroulés le 26 octobre à Maui dans l'État d'Hawaï. Les triathlètes se sont affrontés lors d'une épreuve sur distance M, comprenant 1500 mètres de natation, 30 km de vélo tout terrain (VTT) et 10 km de course à pied hors route.

## Résultats
Les tableaux présentent les « Top 10 » hommes et femmes des championnats du monde. 
| Position           | Triathlète      | Pays           | Temps           |
| ------------------ | --------------- | -------------- | --------------- |
| Médaille d'or      | Rubén Ruzafa    | Espagne        | 2 h 29 min 56 s |
| Médaille d'argent  | Josiah Middaugh | États-Unis     | 2 h 31 min 11 s |
| Médaille de bronze | Ben Allen       | Australie      | 2 h 34 min 50 s |
| 4                  | Dan Hugo        | Afrique du Sud | 2 h 36 min 28 s |
| 5                  | Mauricio Méndez | Mexique        | 2 h 38 min 55 s |
| 6                  | Bart Aernouts   | Belgique       | 2 h 38 min 56 s |
| 7                  | Conrad Stoltz   | Afrique du Sud | 2 h 38 min 57 s |
| 8                  | Michael Weiss   | Autriche       | 2 h 39 min 6 s  |
| 9                  | Rom Akerson     | Costa Rica     | 2 h 39 min 40 s |
| 10                 | Bradley Weiss   | Afrique du Sud | 2 h 40 min 9 s  |

| Position           | Triathlète           | Pays             | Temps           |
| ------------------ | -------------------- | ---------------- | --------------- |
| Médaille d'or      | Flora Duffy          | Bermudes         | 2 h 47 min 59 s |
| Médaille d'argent  | Barbara Riveros Diaz | Chili            | 2 h 50 min 4 s  |
| Médaille de bronze | Nicky Samuels        | Nouvelle-Zélande | 2 h 56 min 31 s |
| 4                  | Emma Garrard         | États-Unis       | 2 h 56 min 54 s |
| 5                  | Héléna Erbenová      | Tchéquie         | 2 h 57 min 56 s |
| 6                  | Suzanne Snyder       | États-Unis       | 2 h 59 min 53 s |
| 7                  | Charlotte McShane    | Australie        | 3 h 2 min 59 s  |
| 8                  | Melanie McQuaid      | Canada           | 3 h 3 min 17 s  |
| 9                  | Jacqueline Slack     | Royaume-Uni      | 3 h 3 min 45 s  |
| 10                 | Carina Wasle         | Autriche         | 3 h 4 min 54 s  |